# تييري روبرت (سياسي)
تييري روبرت (بالفرنسية: Thierry Robert) هو سياسي فرنسي، ولد في 1 أبريل 1977 في سان دوني في فرنسا. حزبياً، نشط في الحركة الديمقراطية. وقد انتخب نائب فرنسي عن دائرة Réunion's 7th constituency ‏ وقد انضم خلال فترته النيابية ‏ (21 يونيو 2017 – 6 يوليو 2018) للكتلة البرلمانية The Democrats group ‏ وانتخب رئيس بلدية ‏ Saint-Leu, Réunion ‏ (21 مارس 2008 – ) وانتخب نائب فرنسي عن دائرة Réunion's 7th constituency ‏ خلال فترته النيابية (20 يونيو 2012 – 20 يونيو 2017).